# Arthonia almquistii
Arthonia almquistii är en lavart som beskrevs av Edvard(Edward) August Vainio. Arthonia almquistii ingår i släktet Arthonia, och familjen Arthoniaceae. Arten är reproducerande i Sverige.